# Barbara Niedernhuber
Barbara Niedernhuber (ur. 6 czerwca 1974 w Berchtesgaden) – niemiecka saneczkarka, dwukrotna medalistka igrzysk olimpijskich, wielokrotna medalistka mistrzostw świata, a także zdobywczyni Pucharu Świata.

## Kariera
Pierwszy sukces w karierze osiągnęła w 1998 roku, kiedy zdobyła srebrny medal podczas igrzysk olimpijskich w Nagano. W zawodach tych rozdzieliła na podium swą rodaczkę, Silke Kraushaar oraz Austriaczkę Angelikę Neuner. Na rozgrywanych cztery lata później igrzyskach w Salt Lake City powtórzyła ten wynik, przegrywając tylko z kolejną Niemką - Sylke Otto. Zdobyła też sześć indywidualnych medali mistrzostw świata: srebrne podczas MŚ w Königssee (1999), MŚ w Sankt Moritz (2000), MŚ w Nagano (2004) i MŚ w Park City (2005) oraz brązowe na MŚ w Calgary (2001) i MŚ w Siguldzie (2003). Wywalczyła też jeden medal drużynowo, wygrywając w rywalizacji mieszanej podczas MŚ 2004. Niedernhuber zwyciężyła też w klasyfikacji końcowej sezonu 2004/2005 Pucharu Świata, a w sezonach 1998/1999, 1999/2000, 2001/2002, 2002/2003 i 2003/2004 zajmowała trzecie miejsce.
Po zakończeniu kariery została policjantką.